# جيمس إي. ووماك
جيمس إي. ووماك (بالإنجليزية: James E. Womack)‏ هو عالم أحياء أمريكي، ولد في 1941.